# Die Stimmen der Nacht
Die Stimmen der Nacht ist ein im Jahr 1984 im Ullstein Verlag erschienener alternativhistorischer Roman des Schriftstellers Thomas Ziegler. In ihm wurde nach dem Zweiten Weltkrieg der amerikanische Morgenthau-Plan umgesetzt und das geteilte Deutschland in einen Agrarstaat umgewandelt, was allerdings zu einer stärkeren Identifikation der besiegten Deutschen mit der Ideologie des Nationalsozialismus geführt hat. Protagonist des Romans ist der amerikanische Ex-Moderator Jakob Gulf, der von der Stimme seiner toten Ehefrau heimgesucht wird und nun für die Alliierten einen Vorfall in der Ruinenstadt Köln untersuchen soll, wo im dortigen Dom die Stimmen verstorbener NS-Größen erklingen.

## Inhalt

### Handlung
In den 1980er Jahren: Der amerikanische Ex-Fernsehstar Jakob Gulf, der frühere Moderator der beliebten Fernsehsendung Abenteuer Live ist seit vier Jahren verwitwet. Er wird jedoch von der anklagenden Stimme seiner Frau Elizabeth, die damals Selbstmord begangen hat, verfolgt. Sie hatte noch zu Lebzeiten dafür gesorgt, dass Gulf von sogenannten Kletten belästigt wird: Winzigen, fliegengroßen Maschinen mit einem Audiospeicher. Gulf hatte einige der Kletten, die er erwischte, zerstört, hatte irgendwann jedoch feststellen müssen, dass der Speicher der kleinen Apparate leer waren und gar kein Text, der abgespielt werden könnten, mehr vorhanden ist. Gulf glaubt daher zunehmend, seine Frau spräche direkt aus dem Jenseits zu ihm. Es handelt sich weltweit um den einzigen Fall dieser Art.
Wegen dieser seltsamen Umstände hält der US-Geheimdienst Gulf für einen Fachmann in Sachen Kletten und entsendet ihn nach Deutschland. Nach der deutschen Niederlage 1945 wurde es gemäß dem Morgenthau-Plan in ein Agrarland verwandelt. Die deutsche Bevölkerung, die nun nur noch aus Bauern besteht, hat sich seitdem jedoch radikalisiert und es gibt eine wachsende Anzahl sogenannter Werwölfe, die davon träumen, eines Tages mit Waffengewalt das Reich wiederauferstehen zu lassen. Gulf soll nun zum Kölner Dom gebracht werden, wo seit kurzem die Stimmen von Adolf Hitler, Joseph Goebbels, Heinrich Himmler und Hermann Göring bei Nacht ertönen. Hier sieht der Geheimdienst großes Gefahrenpotential, da man fürchtet, bei Bekanntwerden dieses Phänomens könnte es zu einem Aufstand kommen. Zudem besteht inzwischen in Südamerika eine von geflohenen Deutschen aufgebaute Weltmacht, „Deutsch-Amerika“ genannt, die von fanatischen Nazis geführt wird und nun auf die Idee kommen könnte, für den Versuch, das zerstörte Deutschland endlich zurückzuerobern, einen neuen Weltkrieg zu starten.
Auf dem Weg von Nancy nach Köln wird der Militärkonvoi jedoch von den Werwolf-Einheiten angegriffen und Gulf wird von diesen in eine Siedlung im Wald gebracht. Dort werden seine Wunden gepflegt und Gulf ahnt, dass die Werwölfe Befehle aus Südamerika haben und das Ganze etwas mit den Stimmen im Kölner Dom zu tun hat. Bevor man jedoch weiteres mit Gulf machen kann, wird die Siedlung von alliierten Spezialkräften gestürmt, die Gulf befreien und ein Blutbad anrichten. Gulf wird nun wie geplant nach Köln gebracht, wo er im Dom die Stimmen der Nazi-Größen vernimmt. Danach müssen die Anwesenden jedoch feststellen, dass außerhalb des Doms plötzlich eine große Anzahl weiterer Stimmen zu sprechen begonnen hat, es handelt sich um die Stimmen unzähliger Kinder, Frauen und Männer.
Es kommt zu einem Angriff der Werwölfe auf Köln, die nun die Stadt einnehmen wollen. Gulf wird von CIA-Agenten aus dem umkämpften Ort zum Rhein fortgeschafft, wo sie ein dort lagerndes Schiff besteigen. Dieses bringt sie bis nach Rotterdam, von wo aus Gulf zurück in die Vereinigten Staaten geschafft werden soll. Während der Fahrt erleben sie, dass die Stimmen der Nazi-Größen den Dom verlassen haben und nun mit auf das Schiff gelangt sind. Gulf erfährt auch, dass inzwischen weitere Personen zu sprechen beginnen: In Dallas hat John F. Kennedy begonnen, seinen frühen Tod zu beklagen, im Weißen Haus in Washington wettert Henry Morgenthau gegen die Deutschen und in den Straßen von New York hetzt der islamische Prediger Malcolm X gegen Weiße. Unbestätigten Berichten zufolge soll auch im Moskauer Kreml die Stimme Josef Stalins erklungen sein.
Von Rotterdam aus soll Gulf den Flieger in die Vereinigten Staaten besteigen. Eine Mitarbeiterin der CIA entpuppt sich jedoch als Agentin Deutsch-Amerikas, die Gulf entführt und ihn nach Südamerika bringt. Sie handelt jedoch nicht im Auftrag der Nazi-Führung, sondern für Francisco Morello, den Anführer der Policía Secreta del Estado (Geheime Staatspolizei), die sich schon seit längerem mit der ODESSA in einem Konflikt befindet. Dieser erhofft sich, dass die Stimmen, die Gulf folgen, die Führung Deutsch-Amerikas davon abbringen können, einen Krieg zu starten. Der Andenpakt hat inzwischen nämlich eine Flotte nach Europa geschickt, um das frühere Deutsche Reich wieder in Besitz zu nehmen, wobei damit zu rechnen ist, dass die Alliierten dies nicht zulassen werden. Das Vorhaben scheitert jedoch und die ODESSA beginnt damit, nun gezielt die P.S.E. auszuschalten. Morello und seine Begleiterin versuchen sich mit Gulf an einen sicheren Ort abzusetzen, werden jedoch aufgespürt. Die beiden werden erschossen, Gulf zur Andenfestung gebracht, wo sich Martin Bormann und andere alte Nazi-Größen wie Klaus Barbie und Josef Mengele befinden. Diese konsumieren, während sie mit Gulf sprechen, große Mengen an Kokain. Die Führung Deutsch-Amerikas erhofft sich, den beginnenden Krieg durch Adolf Hitler absegnen zu lassen und als dessen Stimme tatsächlich erklingt, sehen sie sich in der Richtigkeit ihres Tuns bestätigt. Auch Goebbels’ Stimme erklingt und gibt seine frühere Sportpalastrede wieder, was die Führung in höchste Begeisterung versetzt. Gulf ist der Meinung, dass das ganze Unternehmen nichts als Wahnsinn ist, denn der atomare Krieg wird die ganze Erde verwüsten. Darauf erwidert Bormann, dass man Vorsorge getroffen habe: Tief in den Anden befänden sich Schutzräume, in denen rassisch reine Deutsche die nächsten Jahrzehnte überdauern würden. Wenn dann die Erde wieder bewohnbar ist, würden diese nach draußen gehen und ihre Nachkommen die gesamte, nun menschenleere Erde mit ihren Nachkommen neu bevölkern. Alle Erdteile wären damit von Ariern bewohnt.
Als die britische Flotte sich schließlich weigert, den Schiffen des Andenpaktes Durchfahrt zur deutschen Küste zu gewähren, bricht der Atomkrieg aus. Gulf erscheint plötzlich Elizabeth, die meint, dass sie noch etwas Zeit hätten, diesen Ort zu verlassen. Sie selbst habe lange nach diesem Weg gesucht und ihn schließlich gefunden, allerdings sei die Pforte gut verschlossen und nur in besonderen Augenblicken – wie nun diesem – passierbar. Als Atombomben auf die Anden niedergehen, hält Gulf Elizabeth fest an sich gedrückt und beide stürzen gemeinsam in die Tiefe. Gulf kommt schließlich wieder zu sich und befindet sich in der brütenden Mittagshitze. Er liegt auf Asphaltboden, erhebt sich und begibt sich zu einem neben ihm wartenden Wagen, in dem Elizabeth sitzt. Sie fragt ihn, ob es ihm gut geht, Gulf meint daraufhin, dass ihm wohl die Hitze zu schaffen mache. Er sei froh, wenn sie endlich in Europa sind, da im Deutschen Reich gerade Winter sei. Der Wagen setzt die Fahrt nach Santiago fort, wo sie das Flugzeug nach Europa nehmen werden. Gulf wird in Berlin ein Interview mit dem bereits greisen Reichspräsidenten Claus Schenk Graf von Stauffenberg, dem Helden des Attentats vom 20. Juli 1944, führen. Während der Fahrt wird er durch das Motorengeräusch müde, sodass er einschläft. Er hat sonderbare Träume von Ruinen früherer Städte und im Schatten wispernden Stimmen, von über vergletscherten Bergen aufgehenden Sonnen, auf deren Licht die ewige Nacht folgt.

### Hintergrund

Grundlage für die im Roman dargestellte Welt ist der 1944 entwickelte Morgenthau-Plan.

Der geschichtliche Verlauf in „Stimmen der Nacht“ entspricht, soweit im Buch darauf eingegangen wird, bis Ende 1944 den historischen Tatsachen. Wichtiger Unterschied ist, dass die USA die Atombombe bereits vor der Kapitulation Deutschlands vollständig entwickelt haben und ebendiese dadurch erzwingen, indem sie sie im Februar 1945 über Berlin abwerfen. Hitler stirbt im Führerbunker. Martin Bormann und andere Nazigrößen überleben und werden nur zum Teil von den Alliierten festgenommen.
Nach Ende des Krieges tritt der Morgenthau-Plan in Kraft. Dieser kann durchgesetzt werden, weil Franklin D. Roosevelt erst 1947 stirb und Harry S. Truman fürchtet, einen Konflikt mit der Sowjetunion zu riskieren, wenn man den Plan widerruft. Deutschlands Industrieanlagen werden demontiert und unter anderem nach Polen, in die UdSSR bzw. ins neugegründete Israel gebracht. Deutschland erhält keine Wiederaufbauhilfe; die meisten Großstädte bleiben Ruinen. Der Osten des Reiches fällt an Polen und die Sowjetunion, Frankreich annektiert das Saargebiet bis zur Mosel und zum Rhein. Das verbliebene Gebiet wird in einen Nord- und einen Südstaat aufgeteilt. Dieses Deutschland ist als Agrarstaat jedoch nicht in der Lage, seine Bevölkerung zu ernähren. Um sich vor dem Verhungern zu bewahren, beschließen insgesamt 20 Millionen Deutsche, darunter zahlreiche gut ausgebildete Ingenieure, Wissenschaftler und Industrielle, nach Südamerika auszuwandern. Die Alliierten leisten Hilfe, indem sie mit Schiffen den sogenannten Großen Exodus ermöglichen. Unter den Migranten befinden sich beispielsweise Krupp, Thyssen oder Wernher von Braun. Die ODESSA, deren historische Existenz umstritten ist, wird im Roman tatsächlich gegründet und ermöglicht unter anderem Klaus Barbie die Flucht nach Südamerika.
Das ebenfalls besiegte Japan wurde in einen demokratischen Süden und in einen sozialistischen, von der UdSSR kontrollierten Norden aufgeteilt. Dieser produziert billiges Spielzeug und exportiert es in alle Welt.
Die Ankunft der deutschen Auswanderer in Südamerika löst dort ein Wirtschaftswunder aus. Als Folge übernehmen die Deutschen die Kontrolle über alle südamerikanischen Staaten und gründen den Andenpakt, gemeinhin „Deutsch-Amerika“ genannt. Sie bauen ein Kosmodrom, entwickeln moderne Waffensysteme, auch die Atombombe, und gestalten ihren Staat nach dem Vorbild Nazideutschlands. Weiterhin produzieren die Nazis in großen Mengen Kokain, das sie in aller Welt verkaufen. Bormann wird als „Reichsleiter“ Staatschef und lebt in einer Bunkeranlage in den Anden. In Brasilien wird die Hauptstadt Germania als Kopie von Hitlers Berlin gegründet. Deutsch-Amerika steigt schließlich zur Großmacht auf. Es handelt sich um einen multiethnischen Staat, in dem jedoch die Deutschen die politische Macht besitzen und eine rassische Hierarchie errichten. Die Gestapo (offiziell Policía Secreta del Estado) wird von Latinos geführt, während die ODESSA rein aus Deutschen besteht. Beide Gruppen sind verfeindet, seit sich im Argentinischen Frühling die P.S.E. auf Seite des caudillo Juan Domingo Perón stellte, um zu verhindern, dass dieser gestürzt und durch den ehemaligen Reichsjugendführer Artur Axmann ersetzt wird. Angehörige der ODESSA gehen in den Slums regelmäßig der Jagd auf Latinos nach, auf Feuerland befindet sich eine große KZ-Anlage, deren Insassen vor allem als lebende Ersatzteillager dienen, denen bei Bedarf Augen, Nieren oder das Herz entnommen werden.
In Europa bewirkt das Wegfallen der Wirtschaftsmacht Deutschland den ökonomischen Niedergang Frankreichs und der Beneluxstaaten, auch Großbritannien wird politisch zunehmend bedeutungslos. Deutsche Partisanen, die sich in der fortbestehenden Organisation Werwolf organisieren, greifen regelmäßig westeuropäische Binnenschiffe an und haben als bewaffneten Arm im Kampf gegen die Westmächte die „Neue Waffen-SS“ gegründet. Unterstützung erhalten sie dabei von Südamerika, die das frühere Deutsche Reich mit modernen Waffen aus eigener Fertigung versorgen. Als Hoheitszeichen verwenden die Widerständler eine Standarte, die aus der schwarz-rot-goldenen Flagge, die mit einem aufgestickten Hakenkreuz sowie an der Spitze mit einem Totenkopf versehen wurde, besteht.

### Science-Fiction-Elemente
Neben den alternativgeschichtlichen Komponenten existieren als der Science Fiction zuzuordnende Elemente winzige Roboter (von der fiktiven „I.G. Robot“ entwickelt), die von den Nazis als Spione über die mexikanische Grenze in die Vereinigten Staaten geschickt werden. Weiterhin existiert ein Keramik-Surfbrett, mit dem man auf der Atmosphäre surfen kann.

## Auszeichnungen
Das Buch erhielt 1984 den Kurd-Laßwitz-Preis in der Kategorie Beste Erzählung. 1993 erschien eine überarbeitete und erweiterte Fassung des Buches unter dem Titel Stimmen der Nacht. Diese Fassung erhielt 1994 den Kurd-Laßwitz-Preis in der Kategorie Bester Roman.

## Ausgaben
- Thomas Ziegler: Die Stimmen der Nacht, Ullstein 1984, ISBN 3-548-31078-8 (Originalausgabe)
- Thomas Ziegler: Stimmen der Nacht, Heyne 1993, ISBN 3-453-06628-6 (überarbeitete und erweiterte Fassung)
- Thomas Ziegler: Stimmen der Nacht, Golkonda Verlag 2014, ISBN 978-3-944720-43-2 (durchgesehene Neuausgabe)